# Karl Ebel

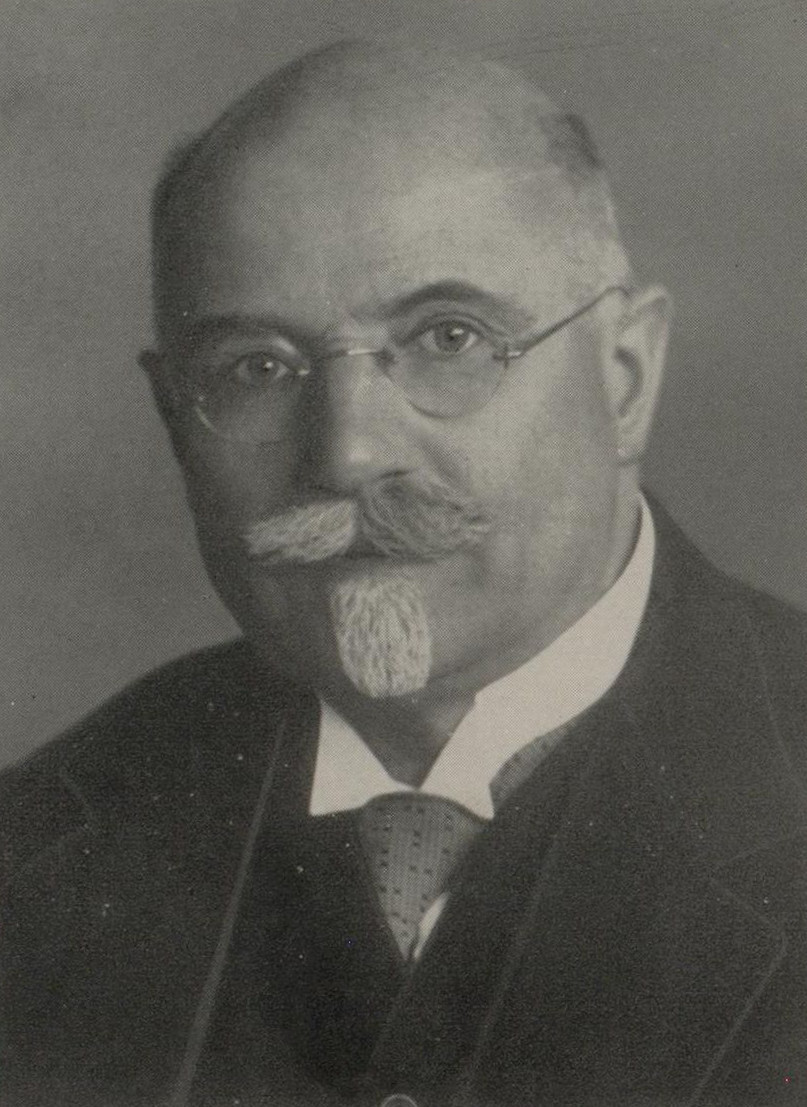
Karl Ebel

Karl Ebel (* 24. September 1868 in Gießen; † 8. September 1933 in Bad Nauheim) war ein deutscher Historiker und Bibliothekar.

## Leben
Ebel war der Sohn des Kaufmanns und Weinhändlers Carl Ebel und seiner Frau Karoline, geb. Böger. Er besuchte die Gymnasien in Bensheim und Gießen und studierte ab 1887 neuere Philologie, Geschichte, Kunstgeschichte und Volkswirtschaft in Gießen, Breslau und Marburg, wo er 1892 promoviert wurde. Während seines Studiums trat er der Landsmannschaft Darmstadtia Gießen bei. Im selben Jahr wurde er Hilfsarbeiter in der Universitätsbibliothek Gießen, wo er 1894 Assistent und 1895 Bibliothekar wurde. Definitiv angestellt wurde Ebel im Jahr 1898. 1907 wurde er an derselben Bibliothek Oberbibliothekar, 1921 Direktor. Im Jahr 1917 erhielt er den Titel Professor. Während seiner Amtszeit konnte er den Bestand der Bibliothek um über 100.000 Bände vermehren. In der Bibliothek betreute er insbesondere die Handschriftensammlung und die Literatur, Gießen betreffend. Seit 1893 arbeitete er auch im Gießener Stadtarchiv, dessen Leitung ihm 1900 übertragen wurde. Nachdem bereits die Räume der Universitätsbibliothek gelegentlich auch zur Akteneinsicht genutzt worden waren, überführte Ebel 1930 die Akten des Stadtarchivs in seine Magazine.
Von 1905 bis 1922 war Ebel auch Abgeordneter in der Gießener Stadtverordneten-Versammlung.

## Schriften (Auswahl)
- Geschichte des Klosters Arnsburg in der Wetterau, Bd. 1, Aeußere Geschichte 1174–1274, [1892] (Zugl.: Marburg, Univ., Diss.).
- (Hg.) zusammen mit Ernst Klewitz: Die Gießener Matrikel (Fortsetzung 1701–1707, nebst Nachträgen). In: Mitteilungen des Oberhessischen Geschichtsvereins Gießen, Bd. 5 (1894), S. 1–32.
- zusammen mit Bruno Sauer: Die Cistercienserabtei Arnsburg in der Wetterau. Geschichte und Beschreibung des Klosters zugleich Führer durch die Ruine. Ricker, Gießen 1895.
- (Hg.): zusammen mit Ernst Klewitz: Die Matrikel der Universität Gießen 1608–1707. Gießen 1898.
- zusammen mit Heinrich Walbe: Kloster Arnsburg mit Altenburg. Hessischer Staatsverlag, Darmstadt 1919 (Kunstdenkmäler im Grossherzogthum Hessen; [C, 3], Bd. 2).
- Aus der Geschichte von Grünberg in Hessen: Zur Feier des 700jähr. Stadtjubiläums. Verl. der Stadtverwaltung, Grünberg in Hessen 1922.
- Die Universitätsbibliothek Giessen. Brühl, Giessen 1924.